# Yamuna
Der oder die Yamuna (Hindi und Sanskrit: यमुना Yamunā [ˈjʌmʊnaː]), auch Jamuna (जमुना Jamunā [ˈdʒʌmʊnaː]) oder Jumna, ist der wichtigste Nebenfluss des Ganges in Indien. Sie hat eine Gesamtlänge von 1376 km und fließt auf ganzer Länge südwestlich parallel zum oberen Ganges. Der Name Yamuna geht auf das Sanskrit-Wort „Zwilling“ zurück, was auf den Verlauf parallel zum Ganges Bezug nimmt. Der Name taucht an vielen Stellen im Rigveda aus der vedischen Zeit (ca. 1700–1100 v.Chr) auf. In der indischen Mythologie wird der Fluss, wie auch der Ganges, durch eine Göttin repräsentiert.

## Verlauf
Die Yamuna entspringt beim Yamunotri-Schrein im Himalaya in Uttarakhand und fließt weiter durch die indischen Bundesstaaten Haryana und Uttar Pradesh und das Unionsterritorium Delhi. Unter anderem befinden sich die Städte Delhi, Mathura und Agra entlang des Flusses. In Prayagraj (ehemals Allahabad) mündet der Fluss nach ca. 1376 km in den Ganges. Dort ist die Yamuna nicht nur länger als der Ganges mit Bhagirathi (920 km + 205 km), sondern mit einem Durchfluss von 2930 m³/s gegenüber 1890 m³/s des Ganges auch der deutlich größere Fluss.

## Nebenflüsse
Die wichtigsten Nebenflüsse der Yamuna sind am Oberlauf die Tons und, etwa auf halber Fließstrecke, der Chambal, die jeweils rund die doppelte Wassermenge führen wie die Yamuna an der Mündung. Der Chambal ist damit der hydrologische Hauptstrang des Ganges. Weiter nach Osten folgen Sindh, Betwa und Ken.

## Nutzung
Wie auch beim nahezu parallel verlaufenden Ganges wird die natürliche Wasserführung der Yamuna durch abgehende große Bewässerungskanäle stark vermindert. In der Trockenzeit können mehrere Ableitungen den Fluss streckenweise vollständig trockenfallen lassen. So leitet der Yamuna-Kanal wenig unterhalb des Austrittes aus dem Himalaya 218 m³/s ab (zum Vergleich Wasserführung des Mains: 215 m³/s) und später der Agra-Kanal 63 m³/s. Das Gebiet zwischen Yamuna und Ganges gilt als eines der am intensivsten bewässerten und landwirtschaftlich genutzten Areale Indiens. Es wird auch als Doab („Zweistromland“; Hindi दोआब doāb, persisch دو ﺁب do-āb „zwei Gewässer“) bezeichnet.

## Verschmutzung
Die unkontrollierte Einleitung von Industrie- und Privatabwässern hat dazu geführt, dass die Yamuna in Delhi als „toter Fluss“ betrachtet wird.
Allmählich entwickelt sich bei der Bevölkerung der Hauptstadt jedoch ein Problembewusstsein. Mehrere Initiativen arbeiten für die Reinigung und den Schutz der Yamuna. Der Oberste Gerichtshof des nordindischen Bundesstaats Uttarakhand ordnete im März 2017 an, dass der Ganges und sein Hauptzufluss Yamuna den Status einer juristischen Person erhalten sollen. Die Flüsse sollen „alle entsprechenden Rechte, Pflichten und Verbindlichkeiten einer lebenden Person“ erlangen. Diese Entscheidung bedeutet, dass eine Verschmutzung oder Beschädigung der Flüsse einer Schädigung einer Person gleichwertig ist. Das Gericht führte das Beispiel des neuseeländischen Whanganui River an, der auch die vollen Rechte einer juristischen Person besitzt.
Teilweise führt die Verschmutzung zu extremer Schaumbildung auf der Wasseroberfläche. Besonders die traditionellen Feste der Hindus, die sich auch im Wasser der Yamuna abspielen, werden durch den Schaum behindert.

## Geschichte
Durch eine Erkundungsreise von Seleukos I. im Zuge der Feldzüge Alexanders (der den Strom selbst nicht erreichte) war die Yamuna auch bei den Griechen und Römern bekannt. Plinius der Ältere kennt sie unter dem Namen Jomanes bzw. Iomanes, Ptolemäus als Diamuna. Spätere synonyme Namen waren Djemna, Dschemna, Zemna und Jamuna. In deutschsprachigen geographischen Werken taucht der Fluss mit der Bezeichnung Yamuna im 18./19. Jahrhundert auf.
Der Name Yamuna wird im Deutschen sowohl mit maskulinem Genus („der Yamuna“) als auch mit femininem Genus (die Yamuna) verwendet. Gelegentlich finden sich in ein und demselben Werk sogar beide Genera, selbst in früheren Ausgaben des Brockhaus tauchen beide Genera auf. Seit den 1990er Jahren verzeichnet der Brockhaus jedoch ausschließlich feminines Genus für den Fluss.

## Religiöse Bedeutung
Die religiöse Verehrung gegenüber der Yamuna steht der des Ganges kaum nach. Die Flussgöttin Yami ist Schwester von Yama, dem Gott des Todes und Tochter des Sonnengottes Surya.
Im Hinduismus wird der Zusammenfluss der Yamuna mit dem Ganges und dem mythologischen Sarasvati-Fluss als Triveni Sangam bezeichnet (zusammengesetzt aus त्रिवेणी trivēṇī „drei Flüsse“ und संगम saṅgam „Treffpunkt“). Beim Sangam findet alljährlich zwischen Mitte Januar und Mitte Februar das Magh Mela statt, bei dem sich Gläubige mit rituellen Waschungen von ihren Sünden reinigen. Im zwölfjährigen Rhythmus wird dieses Fest zum Puma Kumbh Mela mit über einer Million Pilgern in wechselnden Städten entlang des Ganges. Das Maha Kumbh Mela findet alle zwölf Puma Kumbh Mela, d. h. alle 144 Jahre in Prayagraj statt.

## Sonstiges
Yamuna ist auch ein in Indien verbreiteter Frauenname.